# Ходакувек
Ходакувек (пол. Chodakówek) — село в Польщі, у гміні Сохачев Сохачевського повіту Мазовецького воєводства.
Населення — 136 осіб (2011).
У 1975-1998 роках село належало до Скерневицького воєводства.

## Демографія
Демографічна структура станом на 31 березня 2011 року:
|          | Загалом | Допрацездатний вік | Працездатний вік | Постпрацездатний вік |
| -------- | ------- | ------------------ | ---------------- | -------------------- |
| Чоловіки | 70      | 8                  | 49               | 13                   |
| Жінки    | 66      | 9                  | 41               | 16                   |
| Разом    | 136     | 17                 | 90               | 29                   |